# Harpactea spasskyi
Harpactea spasskyi là một loài nhện trong họ Dysderidae.
Loài này thuộc chi Harpactea. Harpactea spasskyi được miêu tả năm 1992 bởi Dunin.